# Gmina Bjergsted
Gmina Bjergsted (duń. Bjergsted Kommune) – istniejąca w latach 1970-2006 (włącznie) gmina w Danii w  okręgu zachodniej Zelandii (Vestsjællands Amt). Siedzibą władz gminy było miasto Svebølle. 
Gmina Bjergsted została utworzona 1 kwietnia 1970 na mocy reformy podziału administracyjnego Danii. Po kolejnej reformie administracyjnej w roku 2007 weszła w skład nowej gminy Kalundborg.

## Dane liczbowe
- Liczba ludności: (♀ 4170 + ♂ 3877) = 8047
  - wiek 0-6: 8,0%
  - wiek 7-16: 13,1%
  - wiek 17-66: 64,8%
  - wiek 67+: 14,0%
- zagęszczenie ludności: 58,3 osób/km²
- bezrobocie: 6,4% osób w wieku 17-66 lat
- cudzoziemcy z UE, Skandynawii i USA: 97 na 10 000 osób
- cudzoziemcy z krajów Trzeciego Świata: 215 na 10 000 osób
- liczba szkół podstawowych: 3 (liczba klas: 42)